# Günther Korten
Pour les articles homonymes, voir Korten.
Günther Korten, né le 26 juillet 1898 à Cologne et mort le 22 juillet 1944 à Rastenburg, est un général allemand qui a participé à la Première et à la Seconde Guerre mondiale. Au cours de celle-ci, il devient General der Flieger et chef d’état-major adjoint de la Luftwaffe. Grièvement blessé lors de l'attentat du 20 juillet 1944, il succombe à ses blessures deux jours plus tard. Il est promu Generaloberst à titre posthume.

## Biographie
Günther Korten est le fils de Hugo (1855–1931), architecte, et Marie Korten (1866–1942). Au début de la Première Guerre mondiale, il est cadet dans le 34e régiment d'artillerie de campagne de l'armée prussienne. Il sert pendant toute la guerre dans un bataillon du génie. Il poursuit sa carrière militaire après la guerre, toujours dans le génie, jusqu'à ce qu'il soit sélectionné en 1928 pour participer au programme secret de formation de pilote en Union soviétique. De retour en Allemagne, il rejoint le « Bildstelle Berlin ».
Lorsque le Troisième Reich commence son programme de réarmement, Günther Korten, devenu Hauptmann, rejoint officiellement la Luftwaffe en 1934. Il reçoit une formation d'officier d'état-major général (Generalstab) et sert pendant plusieurs années au ministère de l'Air. Il est promu Oberst et chef de l‘état-major général (Chef des Generalstabs) de la Luftflotte 4 (4e flotte aérienne) stationnée en Autriche.
Au début de 1940, Günther Korten est transféré à l'état-major général de la Luftflotte 3 (3e flotte aérienne), dans laquelle il sert pendant la bataille de France puis la bataille d'Angleterre. Le 19 juillet, il est promu Generalmajor. En janvier 1941, il est transféré à la Luftflotte 4, afin de participer à la campagne des Balkans et à l'assaut sur l'Union soviétique (opération Barbarossa). En août 1942, il est promu au grade de Generalleutnant et prend le commandement de la I. Fliegerkorps, qui combat dans le secteur sud du front de l'Est. Il est temporairement transféré à la « Luftwaffenkommando Don » lors de la bataille de Stalingrad.

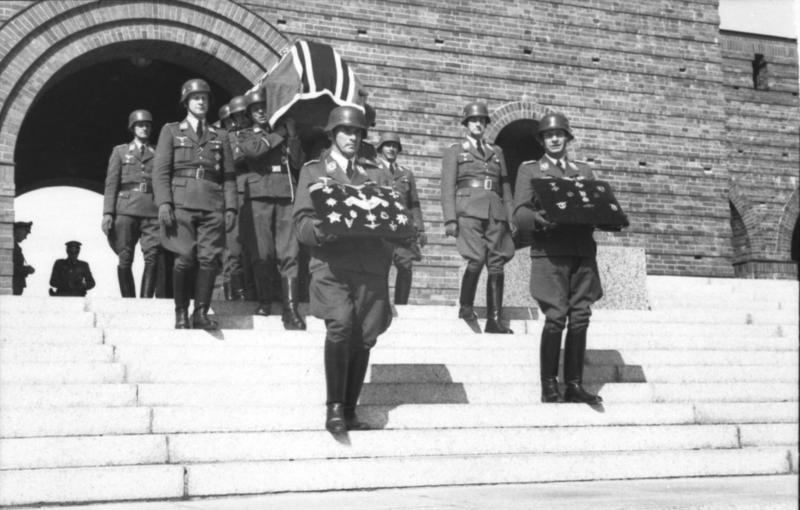
Funérailles de Korten à Tannenberg.

Au début de l'année 1943, Günther Korten est promu General der Flieger et, à la fin du printemps, il remplace Alfred Keller à la tête de la Luftflotte 1 (1re flotte aérienne). Deux mois plus tard, le 25 août, il accepte le poste de chef d'état-major adjoint de la Luftwaffe, après que l'ancien chef d'état-major adjoint Hans Jeschonnek s'est suicidé à la suite d’une erreur de commandement.
Korten est mortellement blessé dans la Wolfsschanze à la suite de l‘attentat du 20 juillet 1944, au cours duquel le colonel Stauffenberg a tenté d'assassiner Hitler en faisant exploser une bombe. Deux jours plus tard, Korten succombe à ses blessures dans l'hôpital militaire attaché au Quartier général où a eu lieu l’attentat. Comme les autres victimes militaires de l’attentat, il est promu à titre posthume : dans son cas, au grade de Generaloberst.
Insigne honneur, Günther Korten est d’abord enterré au mémorial de Tannenberg le 3 août 1944, là où repose le maréchal Hindenburg depuis 1934. Alors que l‘Armée rouge s'approche, son corps est exhumé en janvier 1945 et enterré dans le Friedhof Bergstraße dans le quartier de Steglitz à Berlin. Sa tombe s’y trouve toujours.

## Résumé de sa carrière militaire
- Leutnant : octobre 1915
- Oberleutnant : 1er avril 1925
- Hauptmann : 1er octobre 1931
- Major : 1er décembre 1934
- Oberstleutnant : 1er janvier 1937
- Oberst : 1er avril 1939
- Generalmajor : 19 juillet 1940
- Generalleutnant : 1er août 1942
- General der Flieger : 30 janvier 1943
- Generaloberst : 22 juillet 1944 (à titre posthume)

## Décorations
- Croix de fer (1914)
  - 2e classe
  - 1re classe
- Insigne des blessés (1918)
  - en Noir
- Croix d'honneur
- Médaille de service de longue durée de la Wehrmacht 4e à 1re classe
- Médaille de l'Anschluss
- Médaille des Sudètes
- Agrafe de la Croix de fer (1939)
  - 2e classe
  - 1re classe
- Croix de chevalier de la croix de fer
  - Croix de chevalier le 3 mai 1941 en tant que Generalmajor et chef d'état-major de la Luftflotte 4[2]
- Croix allemande en Or (29 décembre 1942)[3]
- Insigne de combat de la Luftwaffe pour pilote de chasse en or
- Insigne de pilote-observateur en or avec diamants
- Plaque de bras Crimée
- Bande de bras Kreta
- Insigne des blessés du 20 juillet 1944
- Ordre de Michel le Brave 3e classe (Roumanie)
- Rumänischer Orden Aeronautische Tugend, Croix de Commandeur avec glaives (Roumanie)
- Ordre de la croix de la Liberté 1re classe avec étoile et glaives

## Représentation dans les médias
Dans le téléfilm allemand de 2004, Opération Walkyrie, le rôle de Günther Korten est tenu par l'acteur Hans Sternberger.